# Коге, Гер
Герардюс Зегерёйс (Гер) Коге (нидерл. Gerardus Zegerius "Ger" Kooge; 28 ноября 1895, Амстердам — 26 июля 1975, там же), также был известен как Гери Коге (нидерл. Gerie Kooge) — нидерландский футболист, игравший на позиции нападающего, выступал за амстердамский «Аякс».

## Спортивная карьера
С 1912 года Гер Коге выступал за футбольный клуб ДВВ, который играл в чемпионате Футбольного союза Северной Голландии. Он входил в число сооснователей клуба, также как и его братья Антон и Тинюс. Команда ДВВ базировалась на севере от Амстердама в Ньивендаме, а домашние матчи проводила на футбольном поле рядом с улицей Ньивендаммердейк. Гер был одним из шести футболистов ДВВ, которые играли за сборную Северной Голландии. В июле 1916 года Коге стал членом амстердамского «Аякса» — на тот момент он проживал в Бёйкслоте по адресу Ньивендаммердейк 86. Тем не менее, он продолжал выступать за ДВВ, поскольку клуб не являлся членом Футбольного союза Нидерландов. В сезоне 1916/17 играл за третий и второй состав «Аякса».
В основном составе «Аякса» дебютировал 26 августа 1917 года в товарищеском матче против «Робюр эт Велоситас» из Апелдорна, который закончился победой амстердамского клуба со счётом 13:0. Гер сыграл на позиции нападающего и отметился тремя забитыми голами. Первую игру в чемпионате Нидерландов он провёл 5 мая 1918 года против команды ХВВ из Гааги. Это была переигровка матча 13-тура, который состоялся в декабре 1917 года и был остановлен из-за сильного ливня при счёте 0:0. Издание «Het Sportblad» отмечало, что «Аякс» вышел на игру с изменениями в составе, включая линию нападения — в полузащите появился Андре де Крёйфф и Ян Госен, а в линии атаки дебютировал маленький Коге. В первом тайме футболисты «Аякса» забили дважды, счёт в матче открыл Франс де Хан, а затем после подачи углового в исполнении Вима Гюпферта свой первый гол забил Коге. Во втором тайме он увеличил преимущество своей команды, в итоге амстердамцы довели матч до крупной победы со счётом 6:0. До конца сезона Гер сыграл ещё в двух матчах турнира чемпионов — против «Гоу Эхед» и «Виллема II». «Аякс» занял первое место в первой восточной группе чемпионата, а по итогам чемпионского турнира впервые в истории завоевал титул чемпиона Нидерландов.
За четыре года Гер принял участие в одиннадцати встречах чемпионата Нидерландов. В последний раз в составе «Аякса» выходил на поле 19 марта 1922 года в домашнем поединке с командой УВВ из Утрехта. Позже вернулся в свой бывший клуб ДВВ — в сезоне 1929/30 дошёл с командой до 1/16 финала Кубка Нидерландов.

## Личная жизнь
Гер родился в ноябре 1895 года в семье плотника в Амстердаме. Отец — Йохан Кунрад Коге, был родом из Амстердама, мать — Хендрика Йоханна Франциска Гервин, родилась в Неймегене. Помимо него, в семье было ещё девять детей: четверо дочерей и пятеро сыновей.
Женился в возрасте двадцати четырех лет — его избранницей стала Алида Мария Баккер, уроженка Бемстера. Их брак был зарегистрирован 18 ноября 1920 года в Бёйкслоте. В марте 1921 года в Амстердаме у них родилась дочь Хендрика Йоханна Франциска, а октябре 1934 года вторая девочка — Теодора Элберта. Коге работал корабельным плотником, был сотрудником судоходной компании «Stoomvaart-Maatschappij Nederland». В сентябре 1950 года он получил бронзовую медаль ордена Оранье-Нассау.
Умер 26 июля 1975 года в возрасте 79 лет в Амстердаме.

## Статистика по сезонам
| Клуб | Сезон   | Чемпионат Нидерландов | Чемпионат Нидерландов | Кубок Нидерландов | Кубок Нидерландов | Итого | Итого |
| Клуб | Сезон   | Игры                  | Голы                  | Игры              | Голы              | Игры  | Голы  |
| ---- | ------- | --------------------- | --------------------- | ----------------- | ----------------- | ----- | ----- |
| Аякс | 1917/18 | 3                     | 2                     | ?                 | ?                 | 3     | 2     |
| Аякс | 1918/19 | 1                     | 0                     |                   |                   | 1     | 0     |
| Аякс | 1919/20 | 1                     | 0                     |                   |                   | 1     | 0     |
| Аякс | 1921/22 | 6                     | 0                     |                   |                   | 6     | 0     |
| Аякс | Итого   | 11                    | 2                     | ?                 | ?                 | 11    | 2     |

## Достижения
«Аякс»
- Чемпион Нидерландов: 1917/18